# 純情 (玉置浩二の曲)
「純情」（じゅんじょう）は、日本のシンガーソングライターである玉置浩二の楽曲。
2013年4月24日にソニー・ミュージックマーケティングユナイテッドのSALTMODERATEレーベルから24枚目のシングルとしてリリースされた。前作「惑星」（2007年）よりおよそ6年ぶりにリリースされたシングルであり、作詞は須藤晃、作曲は玉置が担当している。
玉置および安全地帯の自主レーベルであるSALTMODERATEから初めてリリースされたソロ・シングルであり、母親への愛情や感謝の思いが表現されたバラードソングである。本作はオリジナル・アルバムには未収録となり、ベスト・アルバム『ALL TIME BEST』（2017年）にてアルバム初収録となった。

## 音楽性と歌詞
音楽情報サイト『CDジャーナル』では、カップリング曲である「次男坊」とともに年老いた母親への愛情と感謝の気持ちを表明した作品であると表記しているほか、「田園」（1996年）を手掛けた須藤晃が作詞担当であることを指摘している。ニュースサイト『ロケットニュース24』では、歌詞について「大人になってから忘れていた、小さい頃に母親からもらった温かい言葉」が使用されていると表記したほか、歌唱力と表現力に定評のある玉置が歌うことで「素晴らしい楽曲に仕上げられている」と表記している。
ベスト・アルバム『ALL TIME BEST』（2017年）の楽曲解説では、玉置による年老いた母親への愛情や感謝の念が表現されており、「圧倒的かつ繊細な玉置の歌だからこそ表現でき、伝わってくる純粋な歌」と表記したほか、曲後半の「かあちゃん」と絶叫する部分については「母へのこれ以上ない感謝の絶唱」とした上で本作を「万感の想いを込めた母親へのラブレター」と表現、「玉置浩二のファンか否かに関わらず、間違いなく後世に聴き継がれて欲しい一曲」と総括した。

## リリース、メディアでの使用、チャート成績
本作は2013年4月24日にソニー・ミュージックマーケティングユナイテッド内の自主レーベルであるSALTMODERATEからマキシシングルでリリースされた。シングル盤のジャケットは玉置と実母である玉置房子のツーショット写真となっている。本作のミュージック・ビデオにも玉置の実母が出演しており、ビデオは13枚目のアルバム『GOLD』（2014年）の初回限定盤付属DVDに収録された。その後、玉置房子は2018年5月10日に死去したことが玉置のファンクラブ会報にて報告された（享年85）。
本作はオリコンシングルチャートにて最高位62位の登場週数2回となり、売り上げ枚数は0.2万枚となった。2022年に実施されたねとらぼ調査隊による玉置のシングル曲人気ランキングでは16位となった。

## シングル収録曲
| 全作詞: 須藤晃、全作曲: 玉置浩二、全編曲: Tomi Yo。 |                          |        |            |      |
| #                                                   | タイトル                 | 作詞   | 作曲・編曲 | 時間 |
| 1.                                                  | 「純情」                 | 須藤晃 | 玉置浩二   | 5:48 |
| 2.                                                  | 「次男坊」               | 須藤晃 | 玉置浩二   | 4:58 |
| 3.                                                  | 「純情」(instrumental)   | 須藤晃 | 玉置浩二   | 5:48 |
| 4.                                                  | 「次男坊」(instrumental) | 須藤晃 | 玉置浩二   | 4:55 |
| 合計時間:                                           | 合計時間:                | 21:29  |            |      |

## リリース履歴
| No. | 日付          | レーベル          | 規格                                  | 規格品番 | 最高順位 | 備考 |
| --- | ------------- | ----------------- | ------------------------------------- | -------- | -------- | ---- |
| 1   | 2013年4月24日 | SMM／SALTMODERATE | マキシシングル デジタル・ダウンロード | ZMCL-4   | 62位     |      |

## 収録アルバム
「純情」
- 『ALL TIME BEST』（2017年）